# فرانكو هاريس
فرانكو هاريس (بالإنجليزية: Franco Harris)‏ (و. 1950  م) هو لاعب كرة قدم أمريكية، من الولايات المتحدة، لعب كراكض للخلف ‏.

## التعليم
تعلم في جامعة ولاية بنسلفانيا، وثانوية رانكوكاس فالي الإقليمية ‏.

## جوائز
حصل على جوائز منها:
- جائزة رجل السنة لوالتر بايتون [الإنجليزية]‏ (1976)
- قاعة مشاهير محترفي كرة القدم.

## وصلات خارجية
- فرانكو هاريس على موقع مرجع كرة القدم المحترفة.كوم (الإنجليزية)
- فرانكو هاريس على موقع كلية كرة القدم في سبورتس رفرنس.كوم (الإنجليزية)
- فرانكو هاريس على موقع IMDb (الإنجليزية)
- فرانكو هاريس على موقع الموسوعة البريطانية (الإنجليزية)
- فرانكو هاريس على موقع إن إن دي بي (الإنجليزية)
- فرانكو هاريس على موقع قاعدة بيانات الفيلم (الإنجليزية)